# Uredo cypericola
Uredo cypericola é uma espécie de fungo do gênero Uredo.